# Erich Lassota von Steblau
Erich Lassota von Steblau (Alta Silésia, c. 1550 — Kaschau (hoje Košice), 1616), referido por vezes na literatura ibérica como Erich Lassota de Steblovo, foi um oficial militar de etnia alemã e diplomata que participou nas campanhas de Filipe II de Espanha na ocupação de Portugal, as quais relata no seu diário pessoal. Participou no Desembarque da Baía das Mós, de que deixou relato. Foi registador dos feitos militares (Mustermeister) na Alta Hungria.

## Biografia
Erich Lassota von Steblau provavelmente nasceu no início da década de 1550 em Bleischwitz (Alta Silésia) (hoje Bliszczyce, Polónia), perto de Leobschütz (ou Blaschewitz). Oriundo de uma antiga família nobre da Silésia, era católico romano.
Completou o ensino médio em Görlitz em 1567 e mais tarde estudou na Universidade de Leipzig e de 1573 a 1576 na Universidade de Pádua. Depois de voltar da Itália, em 1576, viveu algum tempos na propriedade de seu pai.
Participou dos combates das forças de Filipe II da Espanha contra os partidários de D. António, Prior do Crato e na subsequente conquista de Portugal.
Voltou para a Áustria, permanecendo por algum tempo a partir de 1585 na corte do imperador Rudolfo II do Sacro Império Romano-Germânico. Em 1588, acompanhou o arquiduque Maximiliano da Áustria, quando este foi preso na Polónia.
Em 1590, empenhado numa missão diplomática na Rússia, ele foi aprisionado pelos suecos e mantido em cativeiro até 1593.
Em 1595, o imperador nomeou-o Mustermeister da Alta Hungria, residindo em Košice, em recompensa pelos seus múltiplos serviços. Ocupou o cargo pelo menos até 1604, falecendo em 1616 naquela cidade.

## Obra publicada
- Tagebuch des Erich Lassota von Steblau, ed. Reinhold Schottin. Halle, 1866 (Diário de Erich Lassota von Setblau).